# Maubec (Isère)
Pour les articles homonymes, voir Maubec.
Maubec est une commune française située dans le département de l'Isère, en région Auvergne-Rhône-Alpes.
La commune qui comptait 1 724 habitants en 2016, appartient à l'unité urbaine de Bourgoin-Jallieu, troisième agglomération du département avec plus de 57 000 habitants en 2013, ainsi qu'à la communauté d'agglomération Porte de l'Isère.
La petite cité, autrefois située dans la province du Dauphiné, héberge les ruines d'un château médiéval, ainsi qu'un manoir datant du XVIe siècle. Le philosophe Jean-Jacques Rousseau a été hébergé dans une demeure du village lors de son passage dans la région en 1768.
Ses habitants sont appelés les Maubelans.

## Géographie

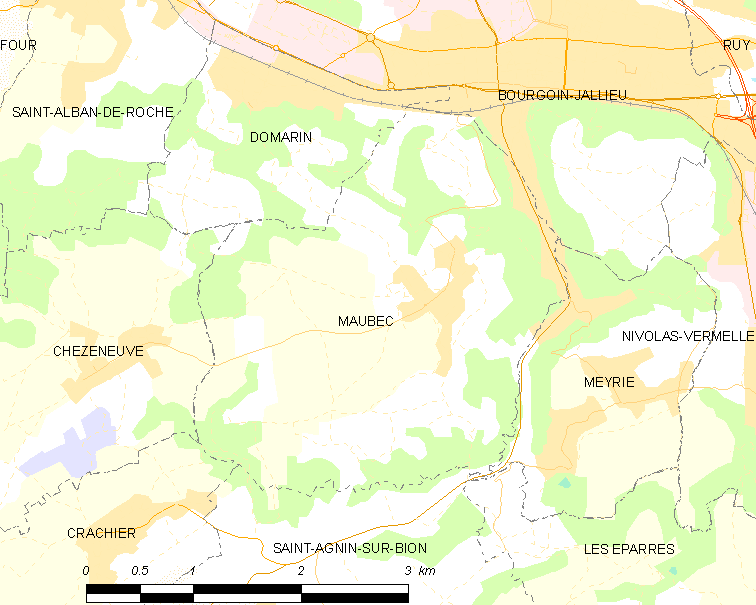
Plan de la commune et des communes limitrophes.

### Situation et description
Positionné dans la région naturelle des Terres froides, le territoire de Maubec se situe dans la partie septentrionale du département de l'Isère à quelques minutes, en voiture ou par les transports en commun, du centre-ville de Bourgoin-Jallieu, principale ville du secteur et commune limitrophe qui marque la limite nord de la commune (avec Domarin).
Le centre-ville (bourg de Maubec) se situe (par la route) à 44 km du centre de Lyon, préfecture de la région Auvergne-Rhône-Alpes et à 68 km de Grenoble, préfecture du département de l'Isère, ainsi qu'à 343 km de Marseille et 513 km de Paris.

### Communes limitrophes
Malgré sa proximité, la commune des Éparres n'est pas limitrophe de celle de Maubec, celle-ci en étant séparée par une partie du territoire de la commune de Meyrié inférieure à une cinquantaine de mètres de large (Voir le plan sur le site Géoportail).

### Géologie

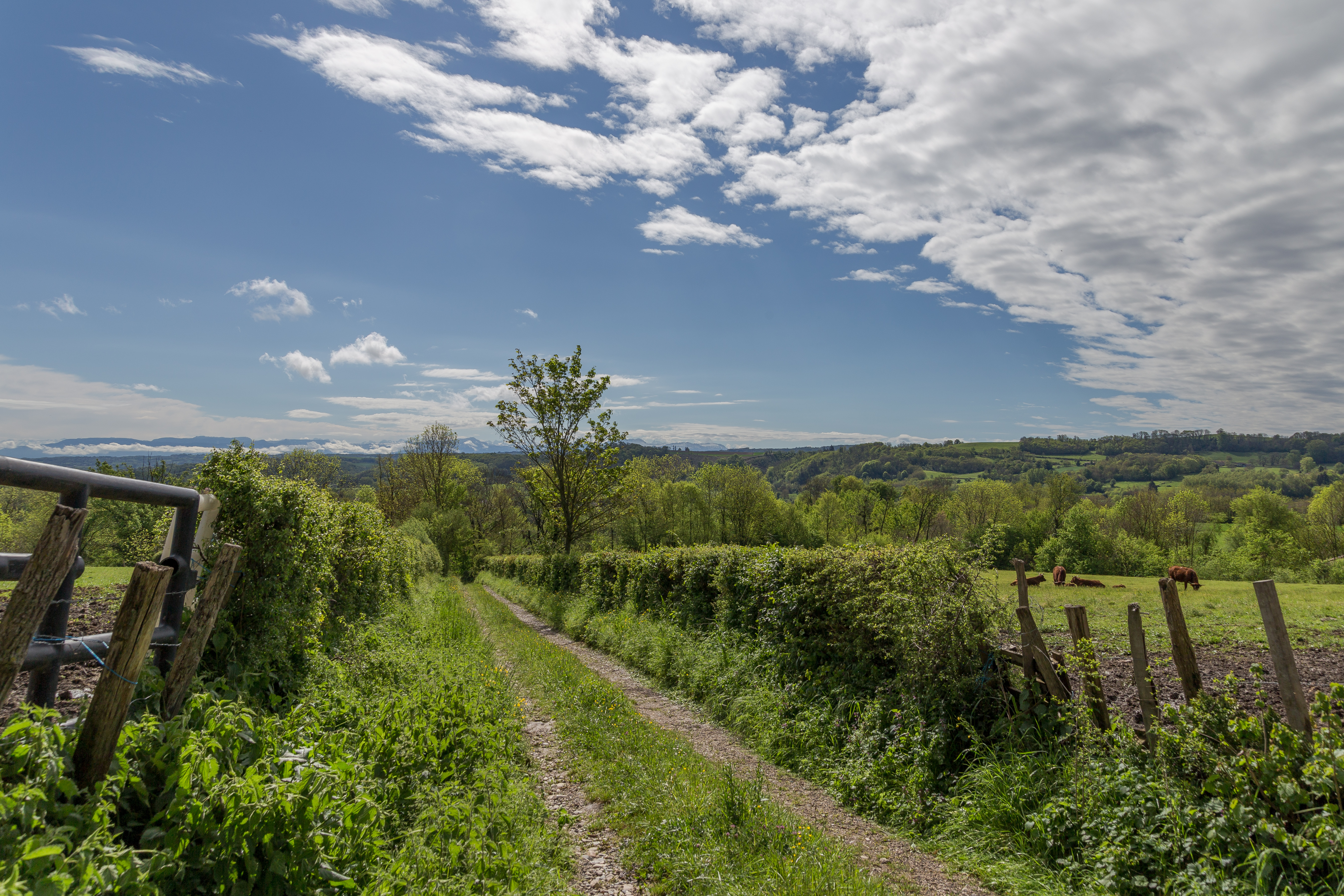
Paysage autour de Maubec.

Maubec se situe entre la plaine de Lyon et la bordure occidentale du plateau du Bas-Dauphiné qui recouvre toute la partie iséroise où il n'y a pas de massifs montagneux. Le plateau ou se situe le bourg se confond avec la micro-région des Terres froides, secteur géographique qui est essentiellement composée de collines de basse ou moyenne altitude et des longues vallées et plaines. L'ouest de ce secteur correspond à la plaine lyonnaise.
Les glaciations qui se sont succédé au cours du Quaternaire sont à l'origine du modelé actuel de la plaine, les produits antéglaciaires restant profondément enfoui sous les dépôts d'alluvions liés à l'écoulement des eaux lors de la fonte des glaces.

### Hydrographie
Le Bion, d'une longueur de 12 kilomètres, est un petit affluent de la Bourbre et un sous affluent du Rhône. Ce cours d'eau borde la partie orientale de la commune, séparant ainsi Maubec de la commune voisine de Meyrié.
Le petit ruisseau de Pellud est un modeste cours d'eau qui prend sa source dans la commune avant de rejoindre la commune de Bourgoin-Jallieu, au niveau des hameaux de l'Oiselet et de la zone de la Maladière.

### Climat
Pour des articles plus généraux, voir Climat d'Auvergne-Rhône-Alpes et Climat de l'Isère.
En 2010, le climat de la commune est de type climat des marges montargnardes, selon une étude du Centre national de la recherche scientifique s'appuyant sur une série de données couvrant la période 1971-2000. En 2020, Météo-France publie une typologie des climats de la France métropolitaine dans laquelle la commune est exposée à un climat de montagne ou de marges de montagne et est dans une zone de transition entre les régions climatiques « Moyenne vallée du Rhône » et « Alpes du nord ».
Pour la période 1971-2000, la température annuelle moyenne est de 11 °C, avec une amplitude thermique annuelle de 17,4 °C. Le cumul annuel moyen de précipitations est de 1 087 mm, avec 10 jours de précipitations en janvier et 7 jours en juillet. Pour la période 1991-2020, la température moyenne annuelle observée sur la station météorologique de Météo-France la plus proche, « Bourgoin », sur la commune de Bourgoin-Jallieu à 3 km à vol d'oiseau, est de 12,4 °C et le cumul annuel moyen de précipitations est de 844,0 mm,. Pour l'avenir, les paramètres climatiques de la commune estimés pour 2050 selon différents scénarios d'émission de gaz à effet de serre sont consultables sur un site dédié publié par Météo-France en novembre 2022.

### Voies de communication

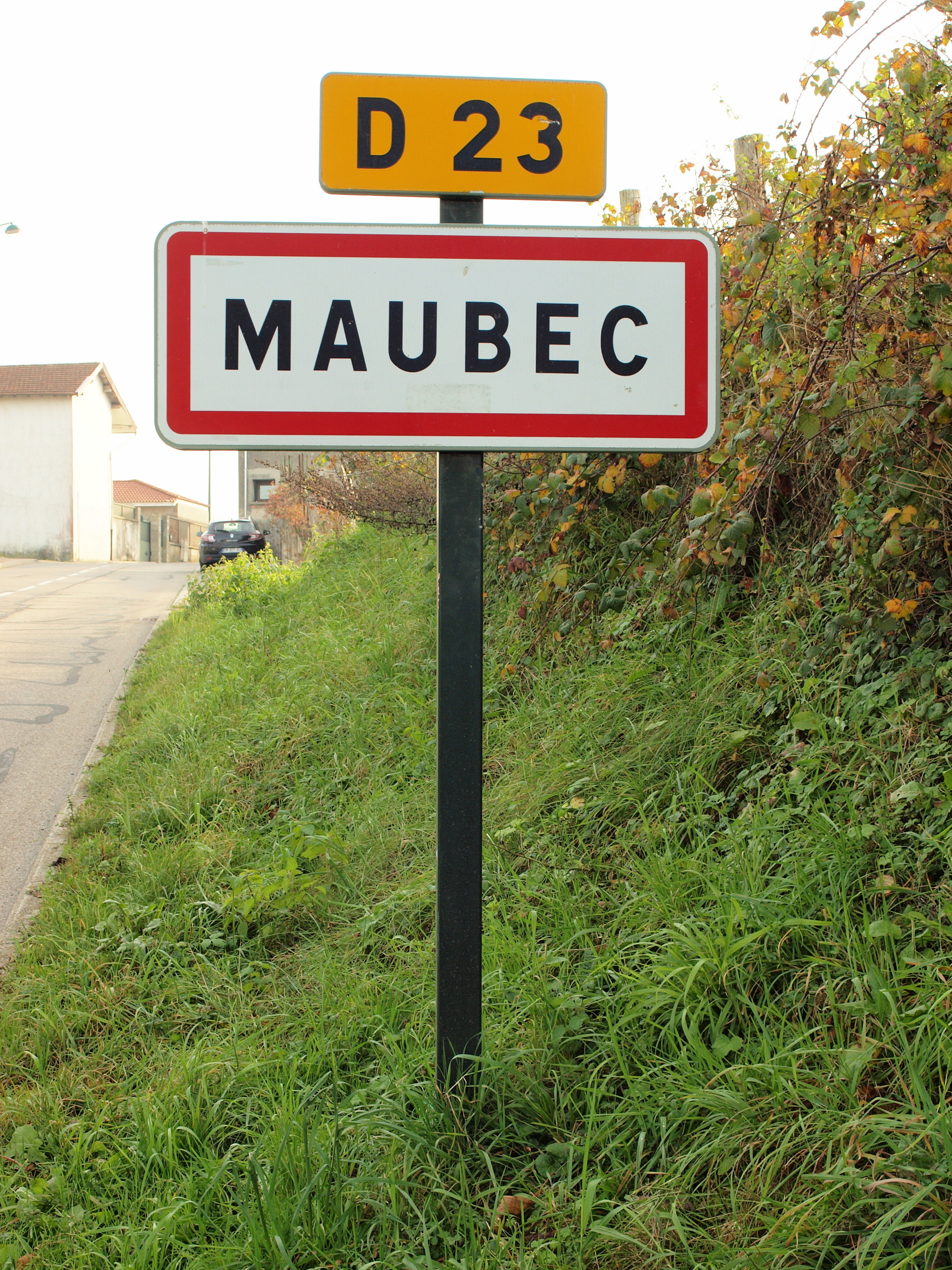
Panneau d'entrée de Maubec sur la RD 23.

Le bourg central de la commune et ses principaux hameaux sont situés à l'écart des grandes voies de circulation. Le territoire communal n'est longé que par une seule route à grande circulation, autrefois route nationale, déclassée en route départementale et par quelques petites routes d'importance secondaire.
- La RD 522 correspond au tracé de l'ancienne route nationale 522 (RN 522) reliant Saint-Jean-de-Bournay à Bourgoin-Jallieu. Celle-ci a été déclassée en route départementale en 1972.
- La RD 23 relie la commune de Maubec à la commune de Crachier, après avoir traversé le territoire de la commune de Chezeneuve avec une jonction à la RD 522 à chaque extrémité.

L'entrée d'autoroute la plus proche (A43 relie la commune à Lyon et à Chambéry) est située à moins de trois kilomètres du bourg :
 8 à 37 km : Bourgoin-Jallieu-centre, Nivolas-Vermelle, Ruy-Montceau

### Transports publics

#### Autobus

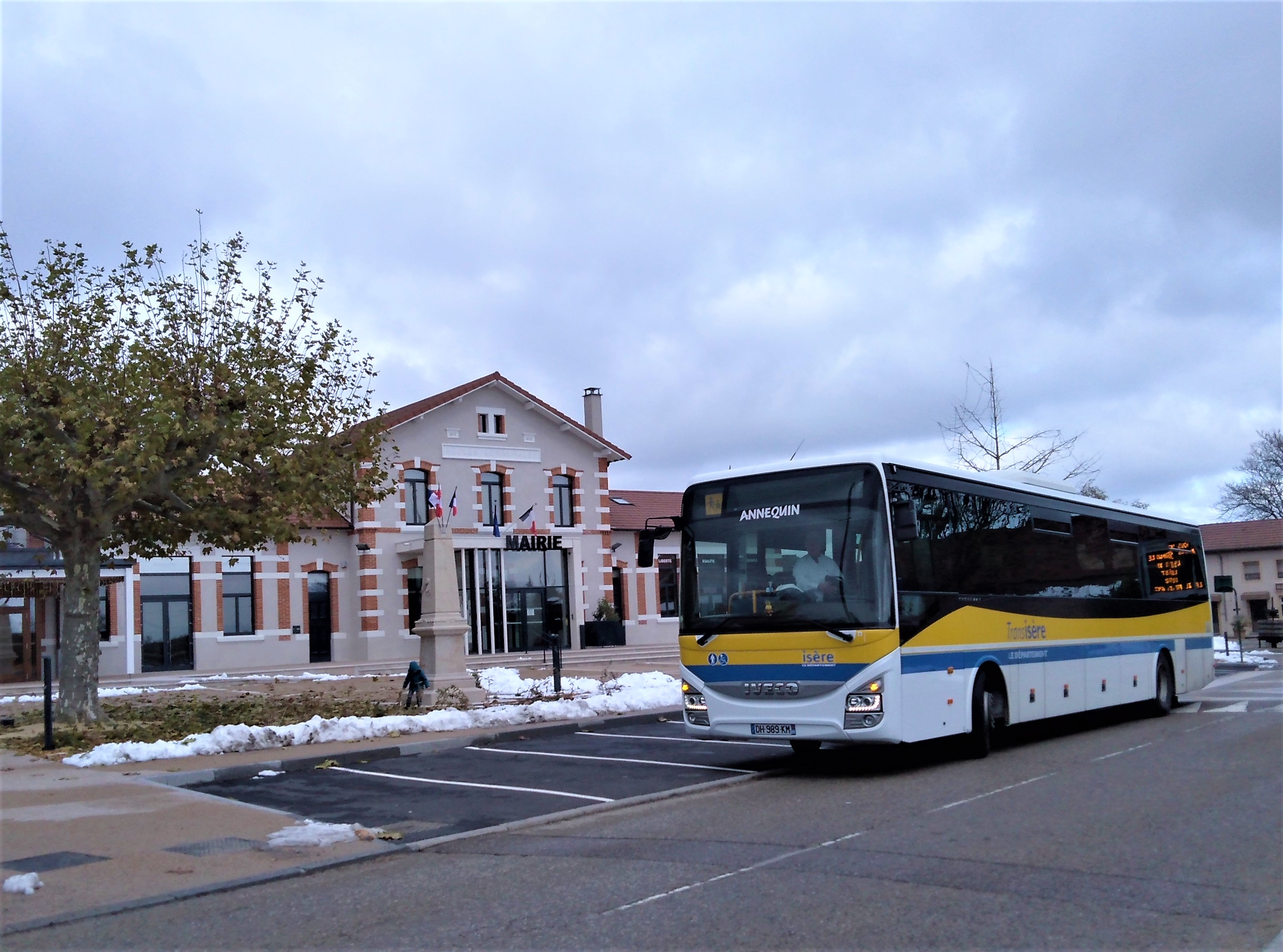
Autocar du transisère à Maubec.

Localement, l'agglomération de Bourgoin-Jallieu et la CAPI sont desservies par le réseau de bus dénommé « Ruban », réparti en huit lignes urbaines et sept lignes périurbaines, dont deux desservent le territoire communal :
- Ligne 21 : Châteauvilain ↔ Succieu ↔ Sérézin-de-la-Tour ↔ Nivolas-Vermelle ↔ Meyrié ↔ Maubec (le Bas) ↔ Bourgoin-Jallieu.
- Ligne 24 : Crachier ↔ Chèzeneuve ↔ Maubec ↔ Bourgoin-Jallieu.

#### Autocars
La ligne 2090 (Lignes de proximité) du réseau interurbain de l'Isère (connu sous l'appellation Transisère) permet de relier Bourgoin-Jallieu à Saint-Jean-de-Bournay après avoir traversé Maubec avec deux arrèts (HLM et la Combe Usine).

## Urbanisme

### Typologie
Au 1er janvier 2024, Maubec est catégorisée ceinture urbaine, selon la nouvelle grille communale de densité à sept niveaux définie par l'Insee en 2022.
Elle appartient à l'unité urbaine de Bourgoin-Jallieu, une agglomération intra-départementale regroupant neuf  communes, dont elle est une commune de la banlieue,,. Par ailleurs la commune fait partie de l'aire d'attraction de Lyon, dont elle est une commune de la couronne,. Cette aire, qui regroupe 397 communes, est catégorisée dans les aires de 700 000 habitants ou plus (hors Paris),.

### Occupation des sols
L'occupation des sols de la commune, telle qu'elle ressort de la base de données européenne d’occupation biophysique des sols Corine Land Cover (CLC), est marquée par l'importance des territoires agricoles (59,4 % en 2018), en diminution par rapport à 1990 (62,5 %). La répartition détaillée en 2018 est la suivante : 
zones agricoles hétérogènes (30,7 %), forêts (29,8 %), terres arables (24,2 %), zones urbanisées (10,8 %), prairies (4,5 %). L'évolution de l’occupation des sols de la commune et de ses infrastructures peut être observée sur les différentes représentations cartographiques du territoire : la carte de Cassini (XVIIIe siècle), la carte d'état-major (1820-1866) et les cartes ou photos aériennes de l'IGN pour la période actuelle (1950 à aujourd'hui).

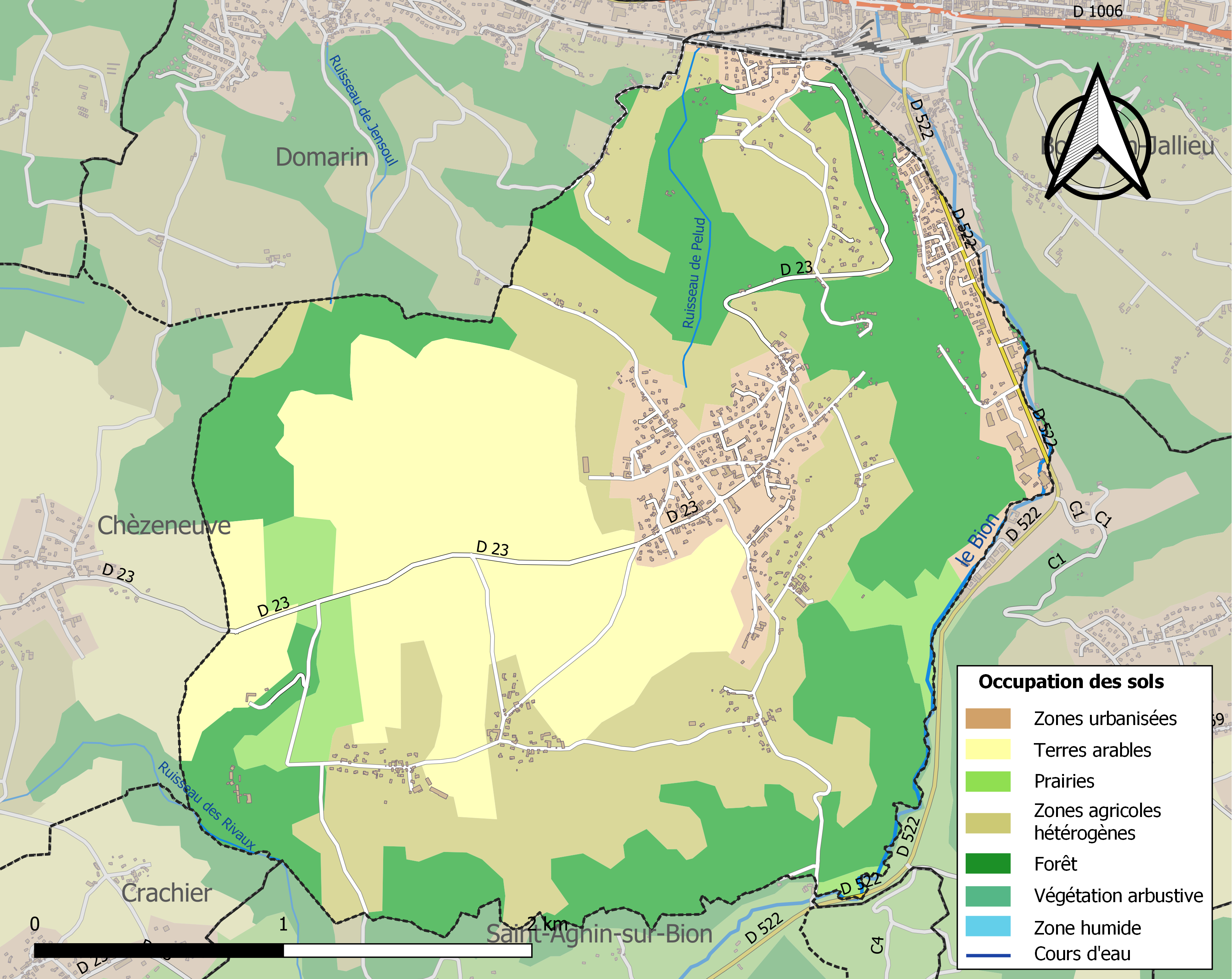
Carte des infrastructures et de l'occupation des sols de la commune en 2018 (CLC).

### Hameaux, lieux-dits et écarts
Voici, ci-dessous, la liste la plus complète possible des divers hameaux, quartiers et lieux-dits résidentiels urbains comme ruraux qui composent le territoire de la commune de Maubec, présentés selon les références toponymiques fournies par le site géoportail de l'Institut géographique national.
| - le Goyet - le Bois Joli - la Ranisère - la Combe - le Viéroz - les Leschères - le Fabre | - le Meynier - le Brouchoud - la Garrine - le Sevoz - Coucieu - le Pollosson - le Bellet | - le Sadiau - le Besson - la Vacheresse (bois) - En Roland - le Maron - Paternos - En Bailly et Varille | - Malatrait - Césargues (château) - le Petit et le Grand Paleysin - Montquin - Rivaboudrieu - Embroisin (bois) - le Piochay (bois) |

### Risques naturels et technologiques

#### Risques sismiques
L'ensemble du territoire de la commune de Maubec est situé en zone de sismicité n°3 (sur une échelle de 1 à 5), comme la plupart des communes de son secteur géographique.
| Type de zone | Niveau            | Définitions (bâtiment à risque normal) |
| ------------ | ----------------- | -------------------------------------- |
| Zone 3       | Sismicité modérée | accélération = 1,1 m/s2                |

## Histoire

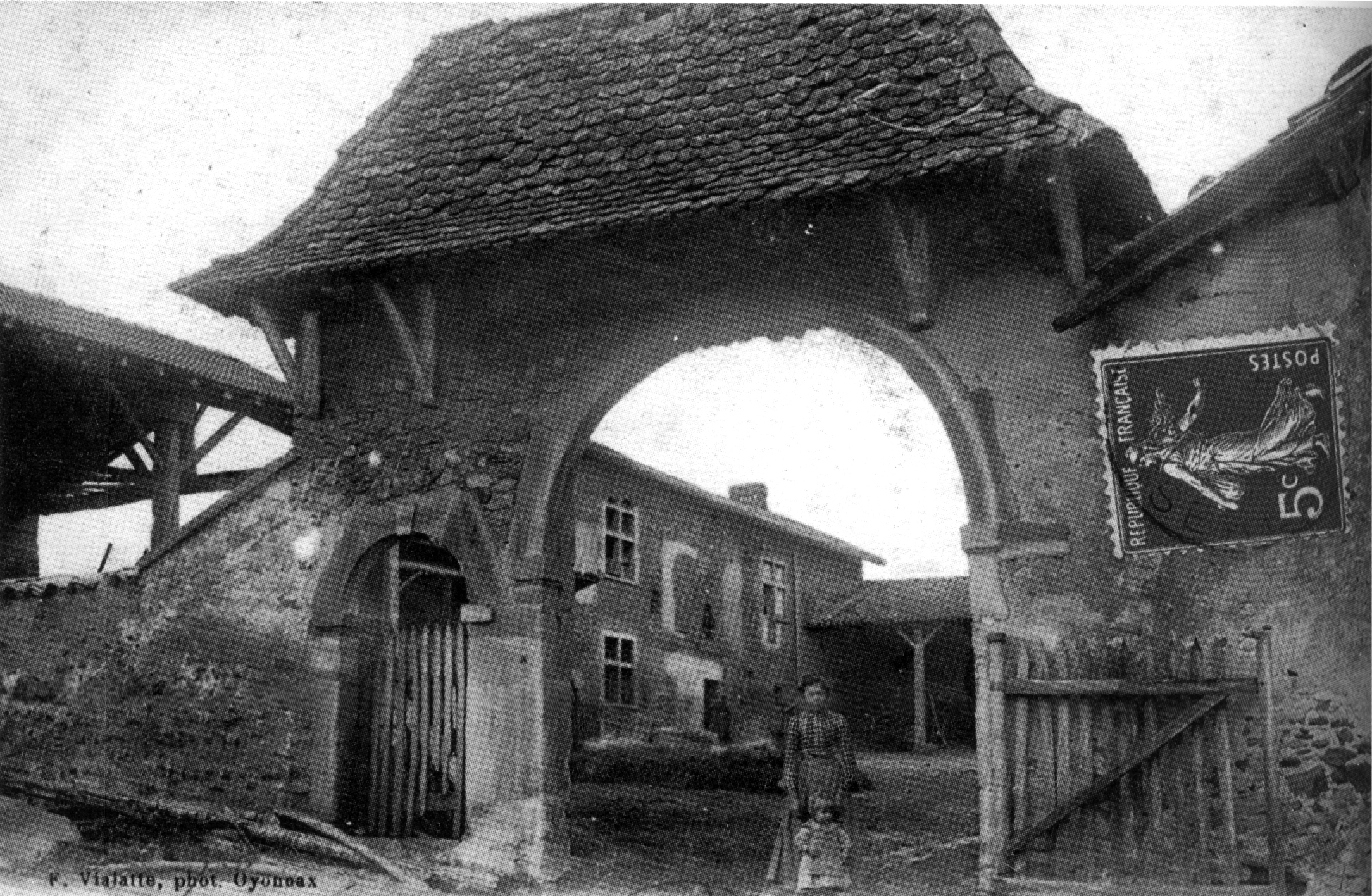
Une ferme à Maubec, en 1912.

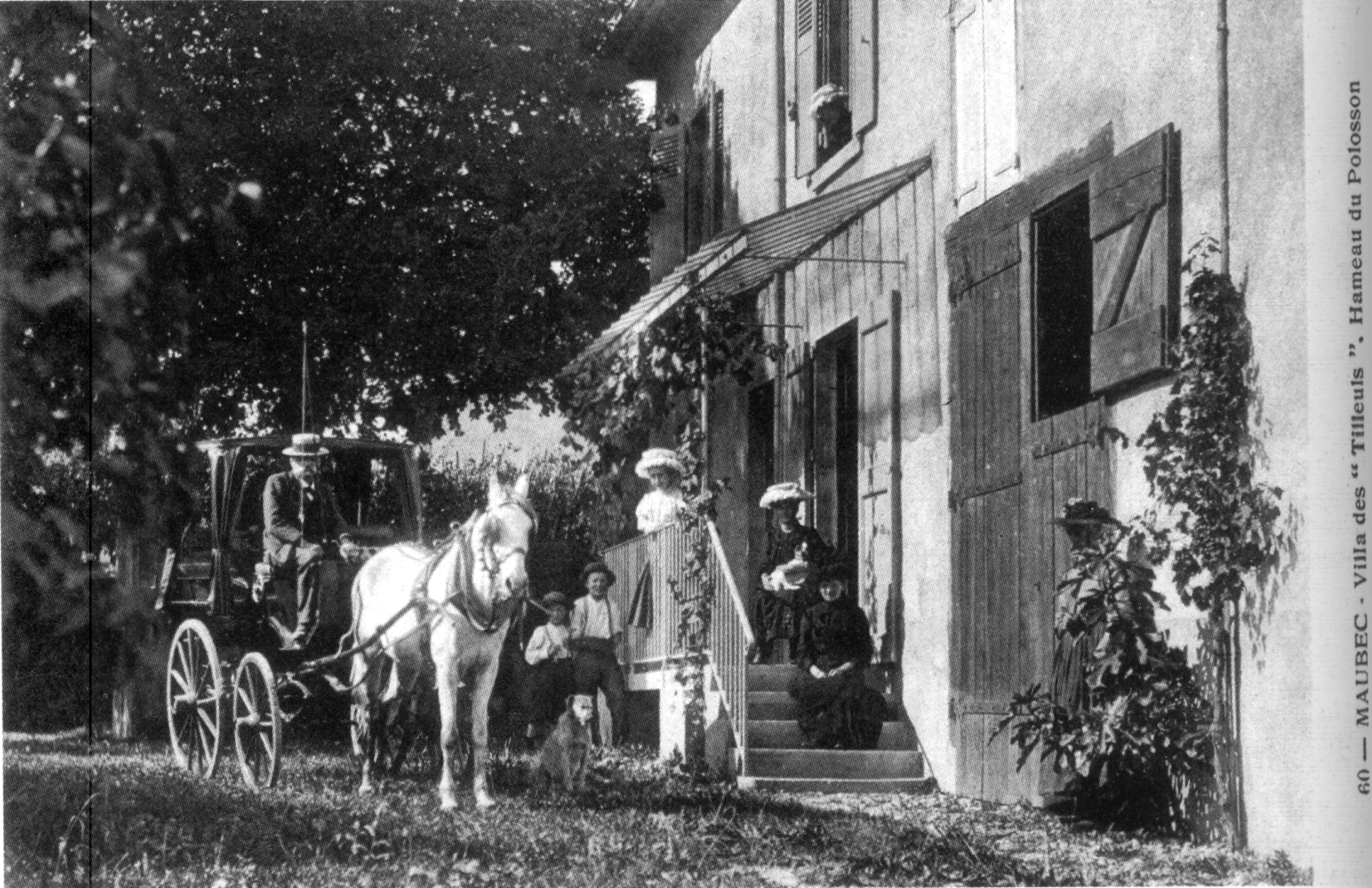
La villa des Tilleuls, hameau de Polosson, en 1910.

### Préhistoire et Antiquité
Le secteur actuel de la commune de Maubec se situe à l'ouest du territoire antique des Allobroges, ensemble de tribus gauloises occupant l'ancienne Savoie, ainsi que la partie du Dauphiné, située au nord de la rivière Isère.

### Moyen Âge et Temps modernes
Durant l'époque médiévale, la paroisse de Maubec dépendait d'une baronnie, vassale du duc de Savoie. Entre la période médiévale et la fin de l’Ancien Régime, la paroisse de Maubec est placé sous la dépendance des barons de Maubec.
Jean-Jacques Rousseau résida un temps dans la commune (de janvier 1769 à avril 1770).

## Politique et administration

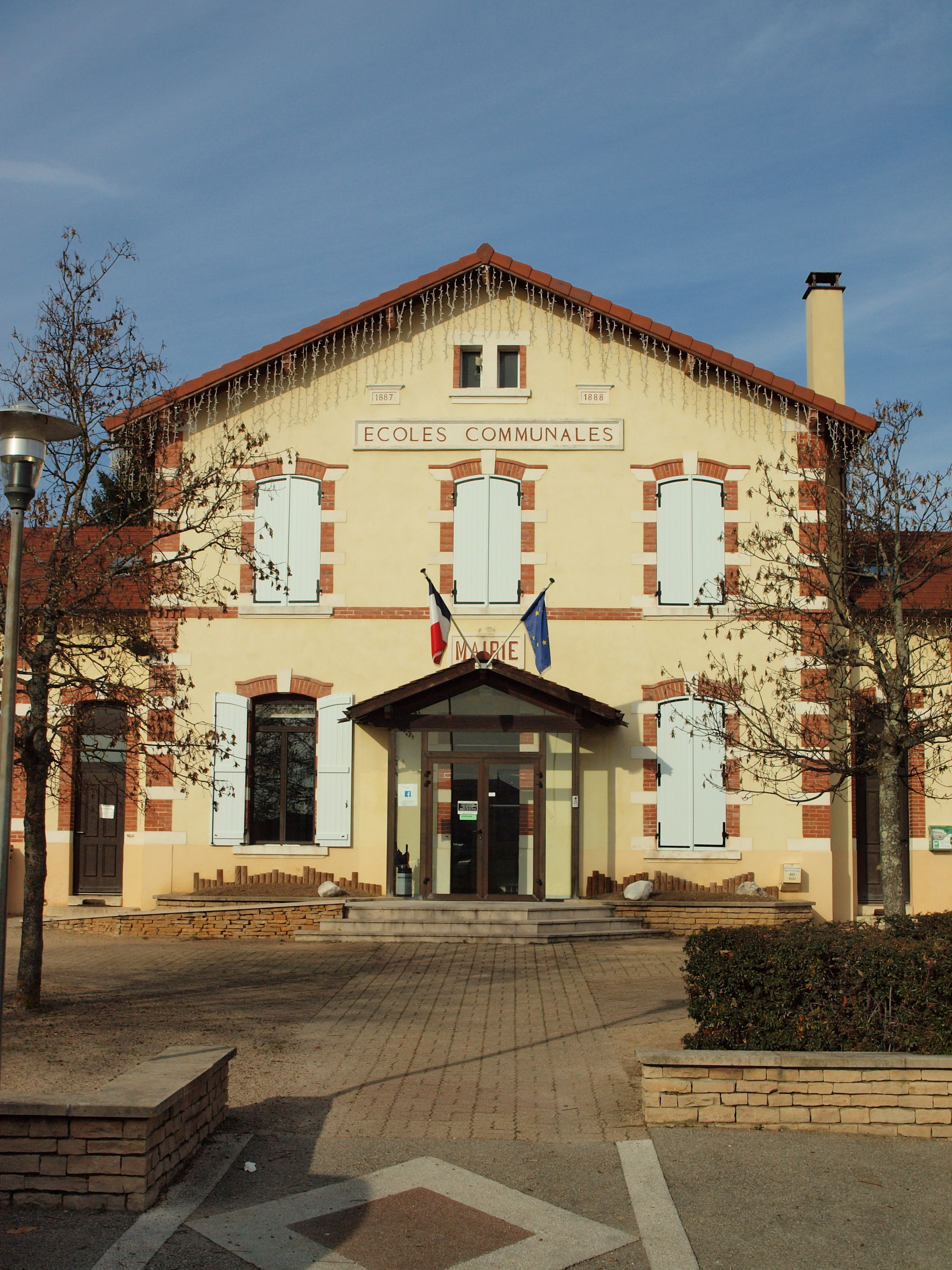
Hôtel de ville de Maubec.

### Administration municipale
En 2019, le Conseil municipal de Maubec compte dix neuf membres (dix hommes et neuf femmes) dont une maire, quatre adjoints au maire et quatorze conseillers municipaux.

### Tendances politiques et résultats
| Scrutin             | Scrutin             | 1er tour | 1er tour | 1er tour | 1er tour | 1er tour  | 1er tour | 1er tour | 1er tour | 1er tour | 1er tour | 1er tour | 1er tour | 2d tour | 2d tour | 2d tour | 2d tour | 2d tour | 2d tour |
| Scrutin             | Scrutin             | 1er      | 1er      | %        | 2e       | 2e        | %        | 3e       | 3e       | %        | 4e       | 4e       | %        | 1er     | 1er     | %       | 2e      | 2e      | %       |
| ------------------- | ------------------- | -------- | -------- | -------- | -------- | --------- | -------- | -------- | -------- | -------- | -------- | -------- | -------- | ------- | ------- | ------- | ------- | ------- | ------- |
| Présidentielle 2017 | Présidentielle 2017 |          | LR       | 24,62    |          | EM        | 23,91    |          | FN       | 20,64    |          | LFI      | 15,15    |         | EM      | 66,09   |         | FN      | 33,91   |
| Présidentielle 2022 | Présidentielle 2022 |          | LREM     | 32,33    |          | RN        | 21,89    |          | LFI      | 16,29    |          | REC      | 7,44     |         | LREM    | 62,18   |         | RN      | 37,82   |
| Législatives 2022   | 10e                 |          | Ren-Ens  | 31,25    |          | LFI-Nupes | 23,77    |          | RN       | 18,87    |          | LR       | 11,64    |         | Ren     | 61,11   |         | RN      | 38,89   |
| Législatives 2024   | 10e                 |          | RN       | 35,43    |          | Ren-Ens   | 30,70    |          | LFI-NFP  | 21,24    |          | LR       | 12,04    |         | RN      | 53,72   |         | LFI     | 46,28   |

### Liste des maires
| Période                                  | Période  | Identité                            | Étiquette | Qualité                       |
| ---------------------------------------- | -------- | ----------------------------------- | --------- | ----------------------------- |
| 1803                                     | ?        | François Joseph Badin               |           |                               |
| 1809                                     | ?        | Marc Revol                          |           |                               |
| ?                                        | ?        | Achille-Louis Meffray (de Césarges) |           | député                        |
| 1829                                     | 1843     | Louis Randy                         |           | cultivateur                   |
| 1846                                     | ?        | Joseph Buisson                      |           |                               |
| 1846                                     | 1855     | Pierre Allex                        |           |                               |
| 1855                                     | 1860     | Joseph Berlioz                      |           |                               |
| 1860                                     | 1870     | Pierre Brissaud                     |           | régisseur                     |
| 1870                                     | 1874     | Antoine Genin                       |           | Meunier                       |
| 1874                                     | 1876     | Henry de Meffrey                    |           | propriétaire                  |
| 1876                                     | 1879     | Auguste Cleret                      |           | propriétaire                  |
| 1879                                     | 1892     | Antoine Genin                       |           | meunier                       |
| 1892                                     | 1894     | Guillaume Cullard                   |           | ancien militaire              |
| 1894                                     | 1908     | Adolphe Warme                       |           | propriétaire                  |
| 1908                                     | 1935     | Henri Rajon                         |           |                               |
| 1935                                     | 1959     | Alphonse Popineau                   |           | propriétaire                  |
| 1959                                     | 1965     | Charles Berthier                    |           | industriel                    |
| 1965                                     | 1983     | André Berger                        |           | directeur de caisse d'épargne |
| 1983                                     | 1989     | Louis Polosson                      |           | cultivateur                   |
| 1989                                     | 2008     | Paul Blanc                          |           | charpentier                   |
| 2008                                     | 2020     | Annick Arnold                       | MoDem     | fonctionnaire territoriale    |
| 2020                                     | En cours | Olivier Tisserand                   |           |                               |
| Les données manquantes sont à compléter. |          |                                     |           |                               |

### Jumelages
La commune est jumelée avec :
- Zwischenwasser (Autriche) depuis 1998[28].

## Population et société

### Démographie
L'évolution du nombre d'habitants est connue à travers les recensements de la population effectués dans la commune depuis 1793. Pour les communes de moins de 10 000 habitants, une enquête de recensement portant sur toute la population est réalisée tous les cinq ans, les populations de référence des années intermédiaires étant quant à elles estimées par interpolation ou extrapolation. Pour la commune, le premier recensement exhaustif entrant dans le cadre du nouveau dispositif a été réalisé en 2008.

En 2022, la commune comptait 1 920 habitants, en évolution de +11,37 % par rapport à 2016 (Isère : +3,07 %, France hors Mayotte : +2,11 %).
| 1793  | 1800 | 1806 | 1821 | 1831 | 1836 | 1841 | 1846 | 1851 |
| ----- | ---- | ---- | ---- | ---- | ---- | ---- | ---- | ---- |
| 2 799 | 640  | 688  | 684  | 746  | 788  | 746  | 752  | 849  |

| 1856 | 1861 | 1866 | 1872 | 1876 | 1881 | 1886 | 1891 | 1896 |
| ---- | ---- | ---- | ---- | ---- | ---- | ---- | ---- | ---- |
| 772  | 783  | 770  | 748  | 745  | 684  | 690  | 697  | 700  |

| 1901 | 1906 | 1911 | 1921 | 1926 | 1931 | 1936 | 1946 | 1954 |
| ---- | ---- | ---- | ---- | ---- | ---- | ---- | ---- | ---- |
| 688  | 629  | 616  | 570  | 640  | 656  | 630  | 604  | 622  |

| 1962 | 1968 | 1975 | 1982 | 1990  | 1999  | 2006  | 2008  | 2013  |
| ---- | ---- | ---- | ---- | ----- | ----- | ----- | ----- | ----- |
| 667  | 761  | 806  | 981  | 1 275 | 1 367 | 1 532 | 1 580 | 1 703 |

| 2018  | 2022  | - | - | - | - | - | - | - |
| ----- | ----- | - | - | - | - | - | - | - |
| 1 765 | 1 920 | - | - | - | - | - | - | - |

### Enseignement
La commune, rattachée à l'académie de Grenoble, compte une école maternelle et élémentaire, l'école de Sadiau qui présentait un effectif de 162 élèves lors de la rentrée scolaire de 2019.

### Équipement sportif et culturel
Des « ateliers Montessori » (avec un service d'initiation pour les parents) ont été créés pour accueillir les enfants de trois à six ans, les mercredis matin hors vacances scolaires dans une salle municipale.

### Médias
- Presse régionale

Historiquement, le quotidien à grand tirage Le Dauphiné libéré consacre, chaque jour, y compris le dimanche, dans son édition du Nord-Isère, un ou plusieurs articles à l'actualité du canton, de la communauté de communes et quelquefois de la commune, ainsi que des informations sur les éventuelles manifestations locales, les travaux routiers et autres événements divers à caractère local.

### Cultes

#### Culte catholique
La communauté catholique de Maubec dépend de la paroisse Saint-François-d'Assise qui recouvre vingt communes et vingt-trois églises. La paroisse est organisée en sept relais, celui de Maubec porte le nom de relais du Plateau.

## Culture et patrimoine

### Lieux et monuments

#### Ruines du château des Roches, ou château fort de Maubec
Datant du début du XIIIe siècle, le château est bâti par Gilles de Bocsozel entre 1257 et 1263. Il est le centre d'une seigneurie, puis, vers 1432, d'une baronnie. L'édifice qui dominait la cité fut presque entièrement rasé à la Révolution française. À l'est du hameau Brouchoud, le visiteur peut découvrir le reste d'un pan de mur.

#### ÉgliseSaint-Bonaventure-de-Paternos

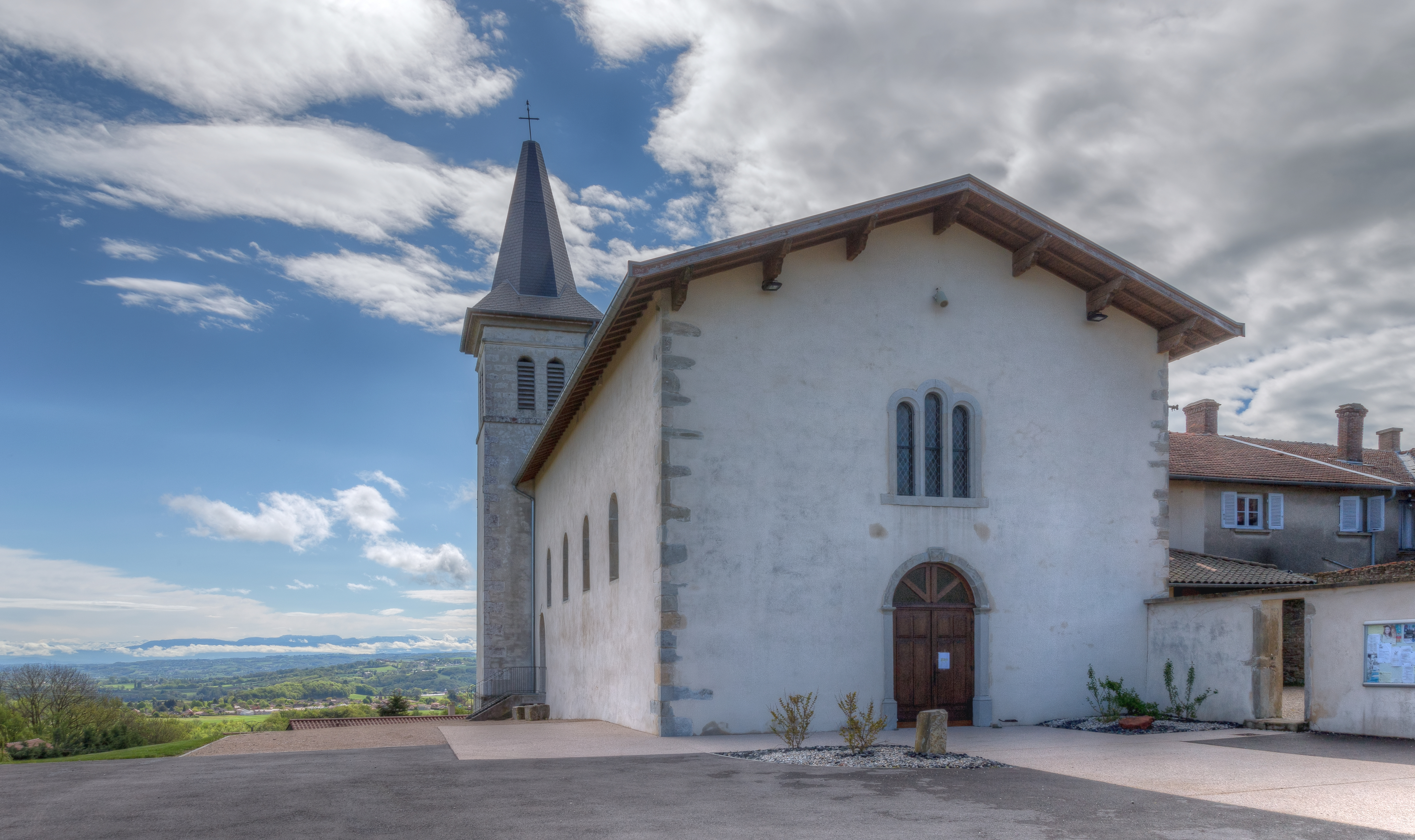
Église Saint-Bonaventure-de-Paternos.

Il s'agit d'un bâtiment de l'ancienne chapelle (dédiée à Saint Bonaventure) du couvent des Dominicains de Paternos, fondé en 1472, dont seul le chœur carré subsiste.
L'édifice, réaménagé et agrandi par la Maréchale d'Ornano à partir de 1627, devient ensuite église paroissiale à la place de l'église ruinée de Saint-Victor de Paleyzin. Au début du XIXe siècle, on y accédait encore par la cour et par l'ancien cloître aboutissant à l'entrée voûtée où l'on plaça ensuite le confessionnal. En 1884 - 1885 la nef fut agrandie vers l'ouest où fut placée la porte d'entrée actuelle. L'ancien clocher, détruit par la foudre, était du côté de la sacristie actuelle.

#### Le château de Césarges

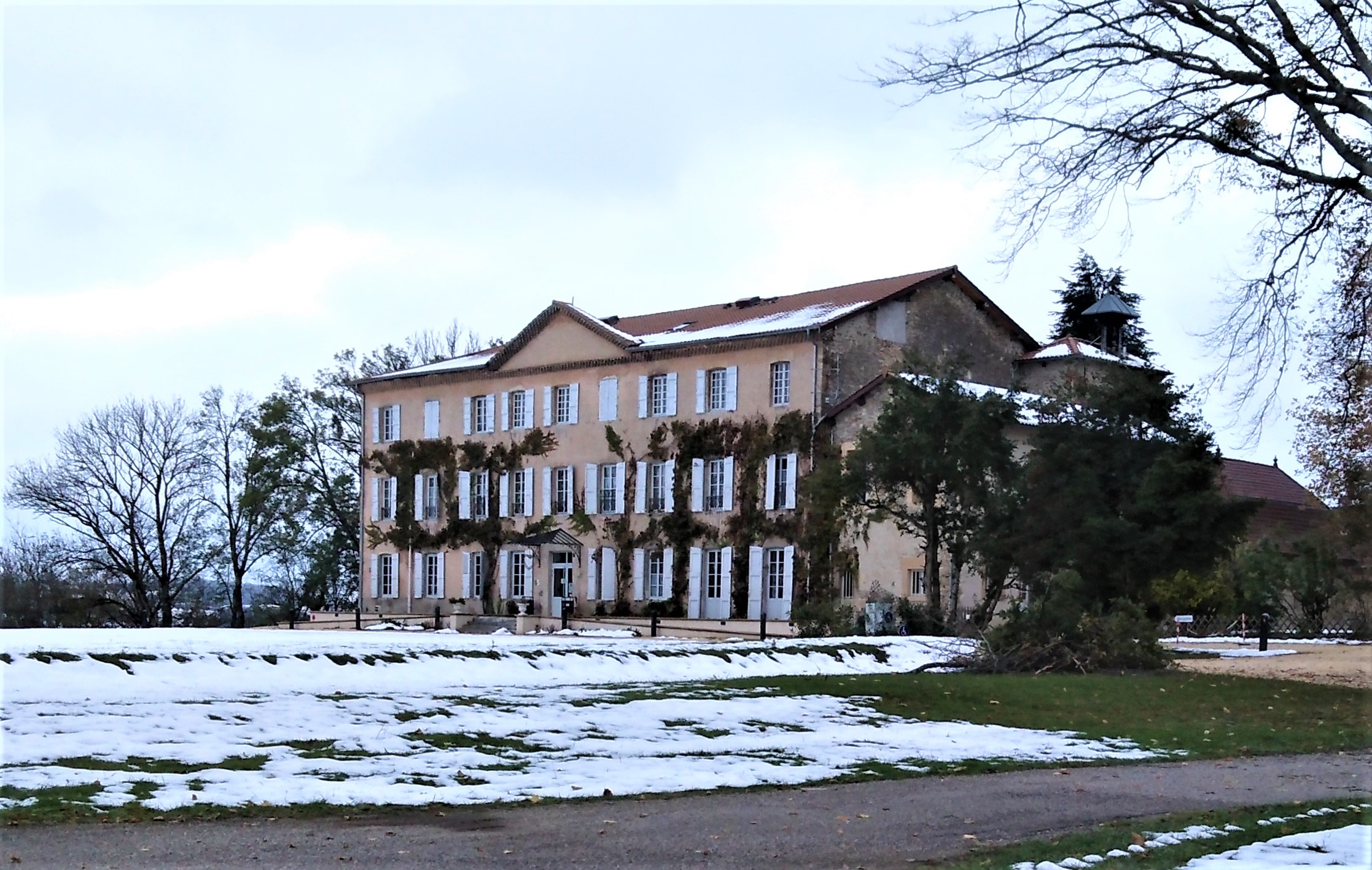
Château de Césarges.

Il s'agit d'un manoir du XVIe siècle qui a été remanié au XIXe siècle, situé à la place occupée jadis par une motte castrale et qui domine la vallée du ruisseau des Rivaux, en limite méridionale du territoire communal. Il s'agit d'une propriété privée non ouverte aux visites.
Le bâtiment principal, qui a bénéficié de nombreux travaux au cours des siècles, s'élève sur trois niveaux. Celui-ci comprend une grande façade, datant du XVIIIe siècle, symétrique à neuf travées de baies avec un fronton central surmontant les trois travées centrales. L'intérieur a été aménagé avec de nombreux lambris et des alcôves. Le potager présente un système original de récupération de la cendre dans des tiroirs métalliques. Il existe également une chapelle ornée de vitraux réalisés par Bruche et Balmet en 1898. Cet édifice religieux comprend un mobilier complet avec des bancs à rallonges et des tables de communion. L'ensemble des dépendances (granges, écuries, remises) sont couverts de toits à deux pans à pente faible et l'ensemble des bâtiments sont disposes autour d'une vaste cour qui abrite un large bassin-fontaine.

#### Autres monuments

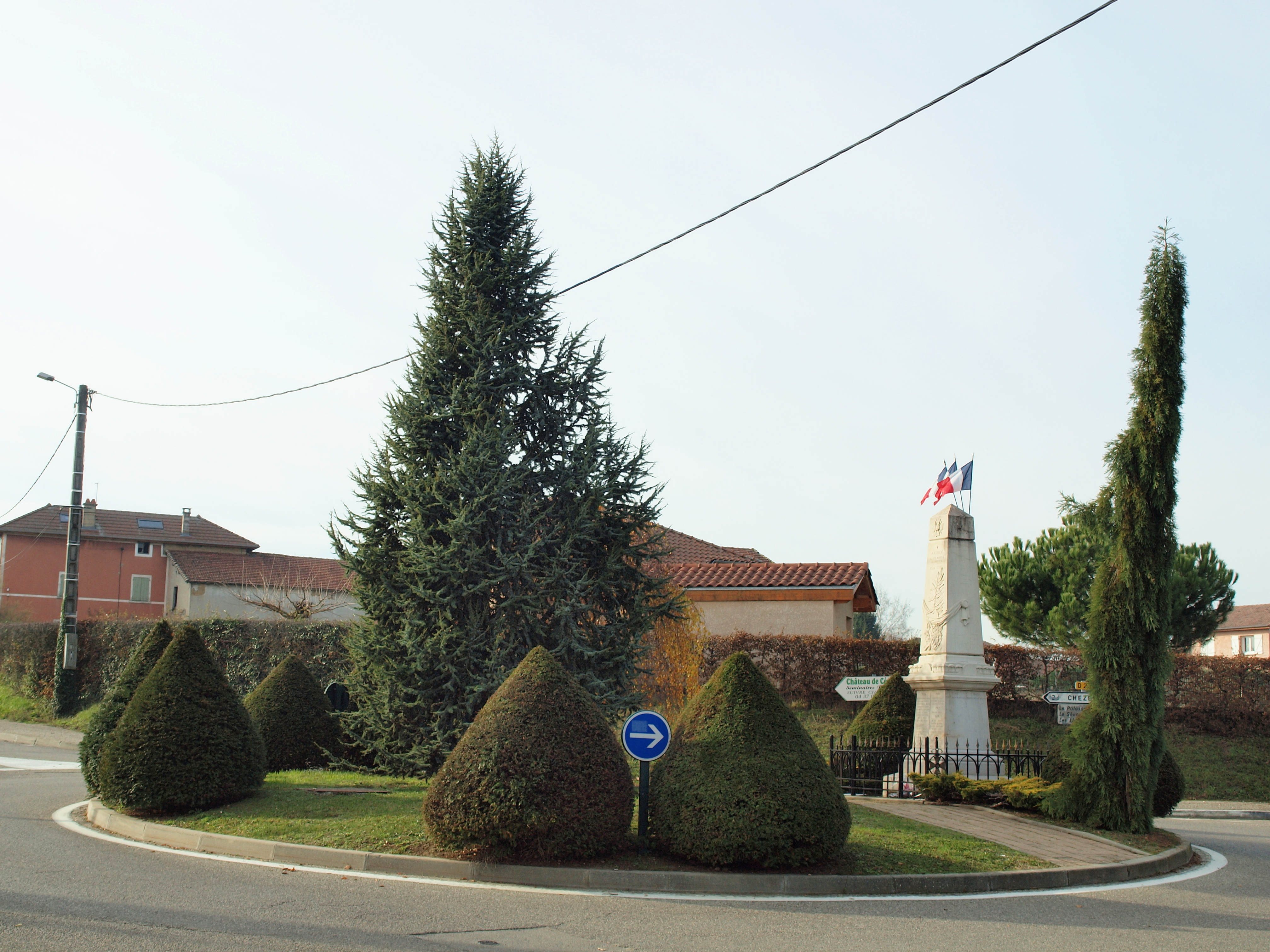
Monuments au morts de Maubec.

- le monument aux morts de la commune.
- les vestiges de la motte castrale de la Garinne, du XIe siècle[36].
- « Au Grand-Paleysin », la ferme de Montquin qui hébergea Jean Jacques Rousseau en 1769-1770[36].

### Patrimoine et tradition orales

#### Langue régionale

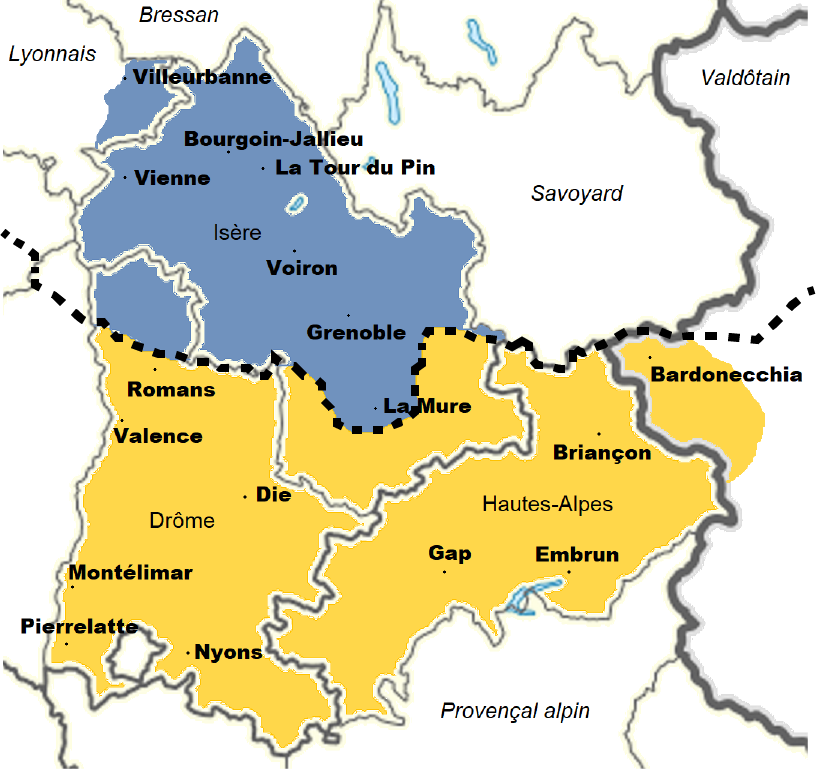
Carte linguistique du Dauphiné : Le dauphinois est un dialecte arpitan parlé dans le nord du Dauphiné.

Sur le plan linguistique, le territoire de Maubec, ainsi que l'ensemble du Nord-Isère, se situe au nord-ouest de l'agglomération grenobloise et au sud-ouest de l'agglomération lyonnaise. Son secteur se situe donc dans la partie septentrionale du domaine linguistique des patois dauphinois, laquelle appartient au domaine de la langues dite francoprovençal ou arpitan au même titre que les parlers savoyards, vaudois, Valdôtains, bressans et foréziens.
L'idée du terme, « francoprovençal », attribué à cette langue régionale parlée dans la partie centre-est de la France, différente du français, dit langue d'oil et de l'occitan, dit langue d'oc est l'œuvre du linguiste et patriote italien Graziadio Isaia Ascoli en 1873 qui en a identifié les caractéristiques, notamment dans le Grésivaudan, les pays alpins et la vallée de l'Isère, depuis sa source jusqu'à sa confluence avec le Rhône.

### Personnalités liées à la commune
- Marie-Charles-Isidore de Mercy (1736-1811), évèque, homme politique né à Maubec, député du clergé aux États généraux de 1789.
- Jean-Baptiste Florimond Joseph de Meffray de Césarges (1741-?), religieux et homme politique né à Maubec, député de la noblesse aux États généraux de 1789.
- Jean-Jacques Rousseau (1712 - 1778) :

Né à Genève, ville distante de 130 km, le philosophe, âgé de 56 ans, a séjourné à Bourgoin, puis dans ses environs immédiats, c'est-à-dire à Maubec, « pour respirer un air plus sain et boire une eau meilleure ». Il sera alors hébergé dans la ferme Montquin, appartenant à la chatelaine du lieu, Madame de Césarges. La route qui mène à cette ferme est, aujourd'hui, dénommée « chemin Jean-Jacques Rousseau »

### Héraldique
| Blason de Maubec | Blason  | D'or à deux léopards d'azur, l'un au-dessus de l'autre. |
| Blason de Maubec | Détails | Site Internet de la commune, 2015.                      |